# Standbeeld van Jacob Cats
Het standbeeld van Jacob Cats is een gedenkteken in de stad Brouwershaven, in de Nederlandse provincie Zeeland. Het was het eerste standbeeld in de openbare ruimte van Nederland in de 19e eeuw.

## Achtergrond
De Zeeuw Jacob Cats (Brouwershaven 1577 – Den Haag 1660) was een dichter en politicus, hij was onder meer raadpensionaris van Holland. Het huis dat hij in Den Haag liet bouwen en bekendstaat als Catshuis, is sinds 1963 de ambtswoning van de minister-president van Nederland. Cats werd door de Engelse koning Karel I verheven tot Ridder in de Orde van St. George.
Nikolaas Vetten, vrederechter en voorzitter van van het departement Schouwen van de Maatschappij tot Nut van 't Algemeen nam het initiatief om een standbeeld voor Cats op te richten in diens geboorteplaats. Het beeld werd gemaakt door de Gentse beeldhouwer Philippe Parmentier. In de plaatselijke kerk werd op 11 december 1829 een feestrede gehouden door dominee Nikolaas E. Ernst Vetten, zoon van de voorzitter van 't Nut, waarna het gezelschap vertrok naar de Markt. Voorzitter Vetten hield daar een korte toespraak, waarop het gedenkteken werd onthuld. Het beeld van Cats was na het standbeeld van Erasmus (1622) en standbeeld van Laurens Janszoon Coster (1722) het derde standbeeld in Nederland. Dat werd aangehaald in een feestgezang dat op de dag van de onthulling werd gezongen: 

Het Spaarne roeme op Kosters beeld
De Rotte op Desideer
Maar Cats op deze grond geteeld
Verdient geen minder eer

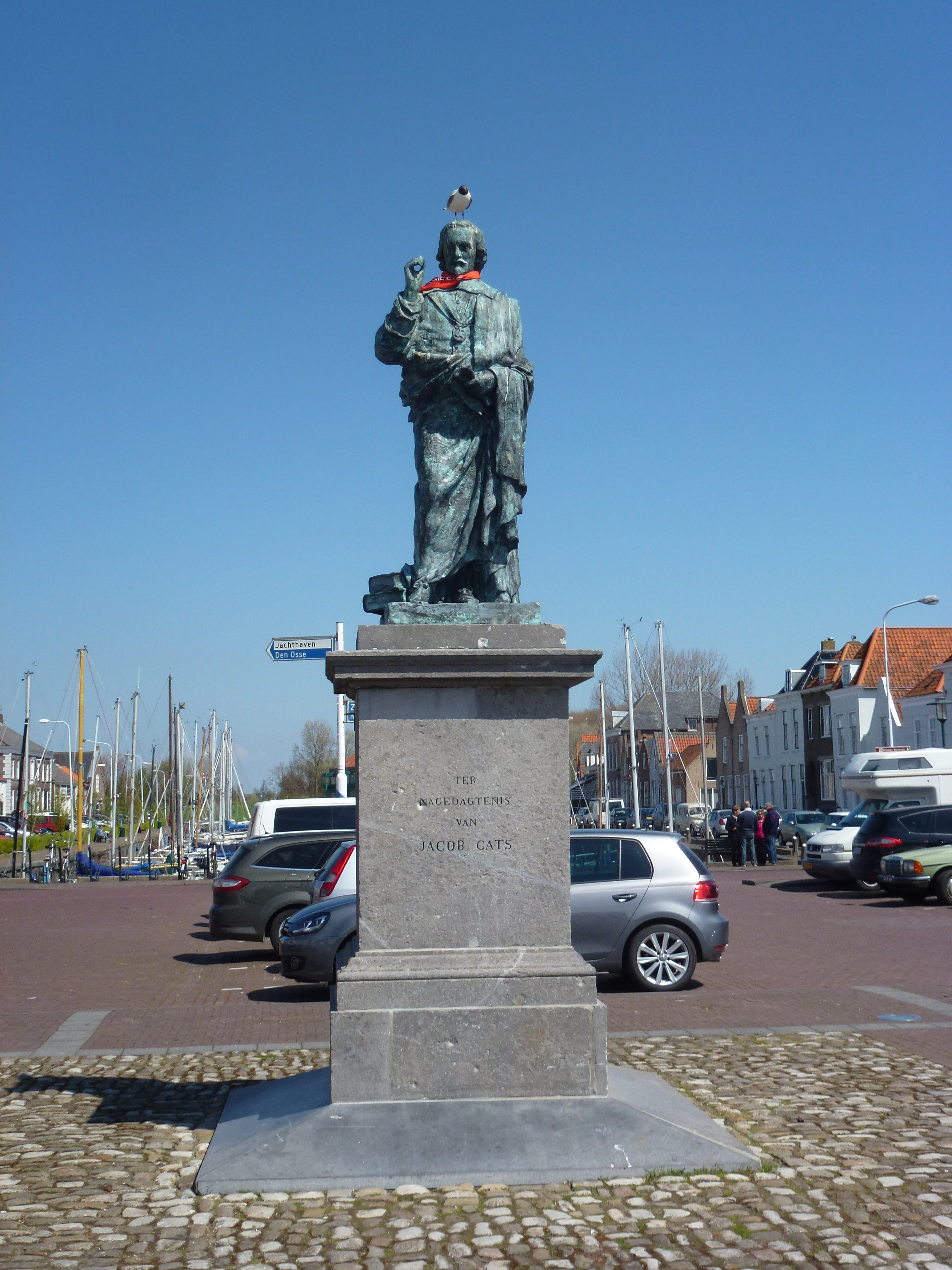
Het bronzen beeld in 2013

Het standbeeld werd gemaakt van witte kalksteen uit het Franse Rochefort. Het werd in 2010 gerestaureerd door steenhouwer Hans van den Berg en kreeg een plaats in de Sint-Nicolaaskerk. Op de Markt is een bronzen afgietsel geplaatst, dat werd gegoten door Jaap Hartman/Myron B.V.

## Beschrijving
Het beeld toont Cats ten voeten uit, gekleed in 17e-eeuwse kledij en een lange kleding. Hij is omhangen met het ordeteken van St. George. In zijn linkerhand houdt hij een papierrol. Aan zijn voeten liggen twee boeken. De sokkel is gemaakt van Escauzijnse steen, natuursteen afkomstig uit de groeve van Écaussinnes, en op de vier zijden voorzien van opschriften. Oorspronkelijk werd het geheel omgeven door een hek.

## Waardering
Het standbeeld werd in 1966 als rijksmonument in het Monumentenregister opgenomen.